# Одоєвське
Одоєвське (рос. Одоевское) — село в Шар'їнському районі Костромської області Російської Федерації.
Населення становить 511 осіб. Входить до складу муніципального утворення Одоєвське сільське поселення.

## Історія
Від 2007 року входить до складу муніципального утворення Одоєвське сільське поселення.

## Населення
| 2008 | 2010 | 2014 |
| ---- | ---- | ---- |
| 525  | ↘518 | ↘511 |